# Cal Biel (Casserres)
Cal Biel és un edifici del segle xvii del nucli antic de Casserres (Berguedà) inclòs en l'Inventari del Patrimoni Arquitectònic Català.

## Descripció
Habitatge entre mitgeres que fa cantonada amb la plaça de Santa Maria, de planta rectangular i estructurat en planta baixa i pis La coberta és de teula àrab a dues vessants i el carener paral·lel a la façana principal. És una construcció típica del segle xvii. A la façana, destaca la porta d'entrada d'arc rebaixat amb dovelles treballades. Al costat esquerre hi ha una finestra amb reixa de ferro i amb llinda recta i ampit treballat. Al seu damunt hi ha una finestra amb balconera geminada d'arcs semi conopials amb columna. Damunt la finestra de la planta baixa hi ha un finestral amb balcó i obertura de llinda recta. El parament és de grans carreus de pedra ben escairats i disposats en fileres, amb alguns afegits posteriors en maó.

## Història
Al segle xvi la casa ja era habitada pels Rossinyol, tal com consta al fogatge de 1553. Aquesta família era l'administradora dels afers del marquès de Marimón a Casserres des del s. XVIII, molts dels seus membres eren militars o bé religiosos. Feliu Marimón i de Tord (1636- 1721) esdevingué senyor de Casserres després d'heretar els dominis de la família al lloc. Estaven força interessats en els afers d'estat i la política internacional fou el seu administrador Joan Rossinyol qui vetllà pels seus interessos a la ciutat. Els Bernadàs patrocinaren la construcció de la nova església dedicada a la mare de Déu dels àngels i un dels Rossinyol fou enterrat al presbiteri. El llinatge es perdé al s. XVIII i avui la casa es coneix amb el nom de Can Biel.